# Haunt Me, Haunt Me Do It Again
Haunt Me, Haunt Me Do It Again es el álbum debut del artista de música electrónica canadiense Tim Hecker, lanzado el 20 de noviembre de 2001 por Substractif, una subdivisión de Alien8 Recordings. El álbum mezcla procesamientos de señales digitales de glitch con estructuras post-rock y melodías. Los sonidos usados para este álbum, así como la mayoría de los trabajos posteriores de Tim Hecker, son generados por guitarra, piano y digitalmente. El título de la canción "The Work of Art in the Age of Cultural Overproduction" es en referencia al ensayo de Walter Benjamin "The Work of Art in the Age of Mechanical Reproduction".
En 2010 el álbum fue relanzado en vinilo y digipak CD.

## Lista de canciones[9]
Todas las canciones fueron escritas por Tim Hecker
Todas las canciones escritas y compuestas por Tim Hecker. 
| N.º | Título                                                  | Duración |  |
| 1.  | «Music for Tundra, Part 1»                              | 5:13     |  |
| 2.  | «Music for Tundra, Part 2»                              | 1:57     |  |
| 3.  | «Music for Tundra, Part 3»                              | 0:39     |  |
| 4.  | «Arctic Lover's Rock, Part 1»                           | 5:34     |  |
| 5.  | «Arctic Lover's Rock, Part 2»                           | 0:56     |  |
| 6.  | «The Work of Art in the Age of Cultural Overproduction» | 7:35     |  |
| 7.  | «October, Part 1»                                       | 3:35     |  |
| 8.  | «October, Part 2»                                       | 1:08     |  |
| 9.  | «Ghost Writing, Part 1»                                 | 4:29     |  |
| 10. | «Ghost Writing, Part 2»                                 | 1:20     |  |
| 11. | «City in Flames (In Three Parts), Part 1»               | 2:58     |  |
| 12. | «City in Flames (In Three Parts), Part 2»               | 2:46     |  |
| 13. | «City in Flames (In Three Parts), Part 3»               | 0:54     |  |
| 14. | «Borderlines, Part 1»                                   | 4:56     |  |
| 15. | «Borderlines, Part 2»                                   | 0:21     |  |
| 16. | «Boreal Kiss, Part 1»                                   | 3:28     |  |
| 17. | «Boreal Kiss, Part 2»                                   | 0:32     |  |
| 18. | «Boreal Kiss, Part 3»                                   | 1:59     |  |
| 19. | «Night Flight to Your Heart, Part 1»                    | 2:28     |  |
| 20. | «Night Flight to Your Heart, Part 2»                    | 1:02     |  |